# USS Samuel B. Roberts (FFG-58)
USS Samuel B. Roberts (FFG-58) – amerykańska fregata rakietowa typu Oliver Hazard Perry, trzeci okręt należący do United States Navy noszący nazwę pochodzącą od Samuela B. Robertsa, poległego podczas walk o Guadalcanal w 1942 roku.
Stępka okrętu została położona 21 maja 1984 roku w stoczni Bath Iron Works w Bath, w stanie Maine. Wodowanie miało miejsce 8 grudnia 1984 roku. Fregata została oddana do służby 12 kwietnia 1986 roku i pozostawała w niej do 22 maja 2015 roku.

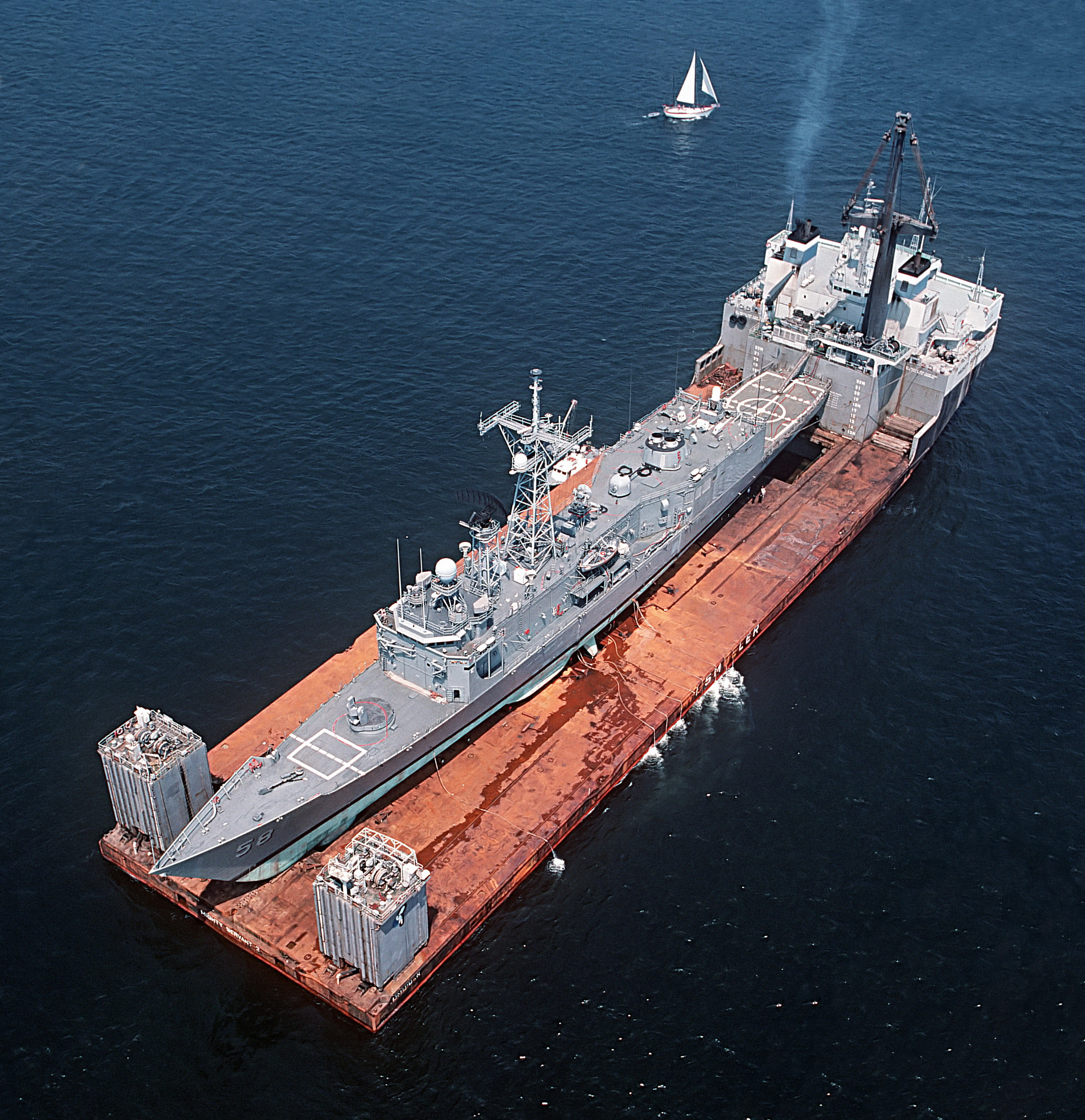
Uszkodzony na irańskiej minie USS "Samuel B. Roberts" transportowany na statku transportowym "Mighty Servant 2" w drodze z Dubaju do Newport, 31 lipca 1988

USS "Samuel B. Roberts" brał udział m.in. w działaniach na Zatoce Perskiej podczas operacji "Earnest Will", polegającej na eskortowaniu kuwejckich tankowców i ochronie ich przed irańskimi atakami. 14 kwietnia 1988 roku w wyniku wpłynięcia na irańską minę w środkowej części zatoki fregata została ciężko uszkodzona. Incydent był przyczyną rozpoczęcia amerykańskiej operacji "Praying Mantis".
Portem macierzystym okrętu było Naval Station Mayport na Florydzie.